# Charles-Paul Sagot du Vauroux
Pour les articles homonymes, voir Sagot-Duvauroux.
Charles-Paul Sagot du Vauroux, né à Saintes le 31 mars 1857, mort à Agen le 14 août 1937, est un prélat français, évêque d'Agen au XXe siècle. 

## Biographie
Charles-Paul Sagot du Vauroux est le fils de Charles Amédée Sagot Duvauroux, commissaire de l'inscription maritime, et de Pauline de Gigord.
Il est ordonné prêtre en 1881. Il est nommé professeur de philosophie à l'école Fénelon de La Rochelle, chanoine de la cathédrale de La Rochelle et vicaire général du diocèse de La Rochelle.
Après la loi de séparation de l'Église et de l'État, il a fait partie des quatorze évêques français consacrés à Rome par le pape Pie X, le 25 février 1906.
À son arrivée comme évêque à Agen, il doit assurer le transfert de l'évêché du bâtiment de la place de la Préfecture occupé depuis 1808 à celui de la rue du 4 septembre. Il a assumé l'expulsion du petit et du grand séminaires et il a mis en place le « denier du Clergé ».
Il a créé en 1911 la Société de Vesins qui a pour but l'histoire du diocèse.

## Publications
- Charles-Paul Sagot du Vauroux, Du subjectivisme allemand à la philosophie catholique, Bloud et Gay éditeurs, Paris, 1916 ( lire en ligne ).
- Charles-Paul Sagot du Vauroux, L'Église de France et la politique au temps présent, 1936

## Sources
- Le Clergé de France, Tome II